# Hadurak kora

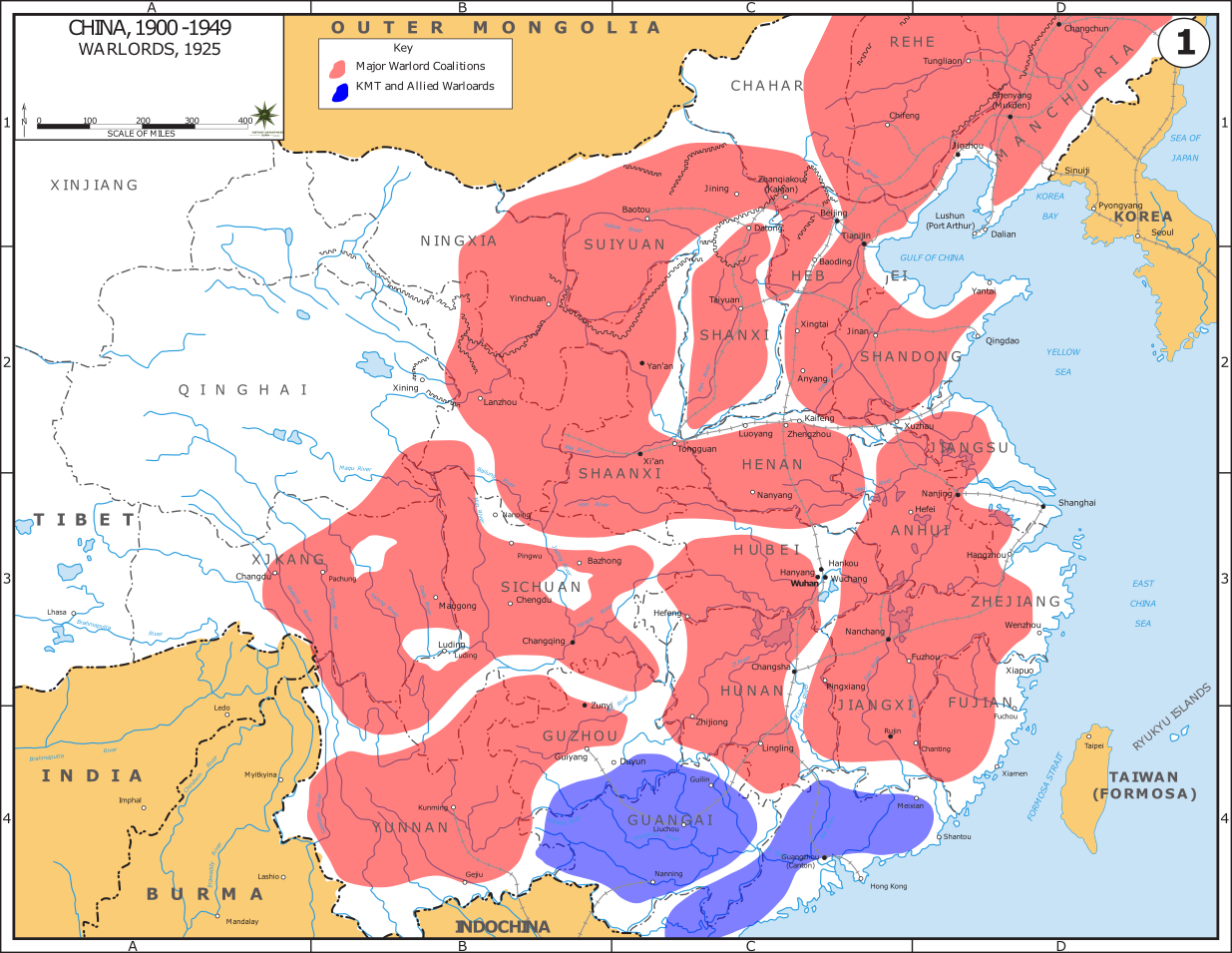
A főbb kínai hadurak koalíciói által uralt területek, 1925-ben. A kékkel színezett terület a Kuomintang birtokában volt

A hadurak kora Kína 20. századi történelmének az 1916 és 1928 közötti szakasza, amikor az ország gyakorlatilag szétesett egy sor csaknem független hadúr által vezetett területre. A Kínával foglalkozó történészek ezt a korszakot Jüan Si-kaj (Yuan Shikai) halálától számítják addig, amíg a Csang Kaj-sek vezette Kuomintang egyesítette az országot 1928-ban.
A korszakot a hadurak és koalícióik közötti állandó harcok jellemezték. A legnagyobb konfliktusban, a Kínai-alföld központi részén lezajlott háborúban több mint egy millió katona harcolt.

## Előzményei

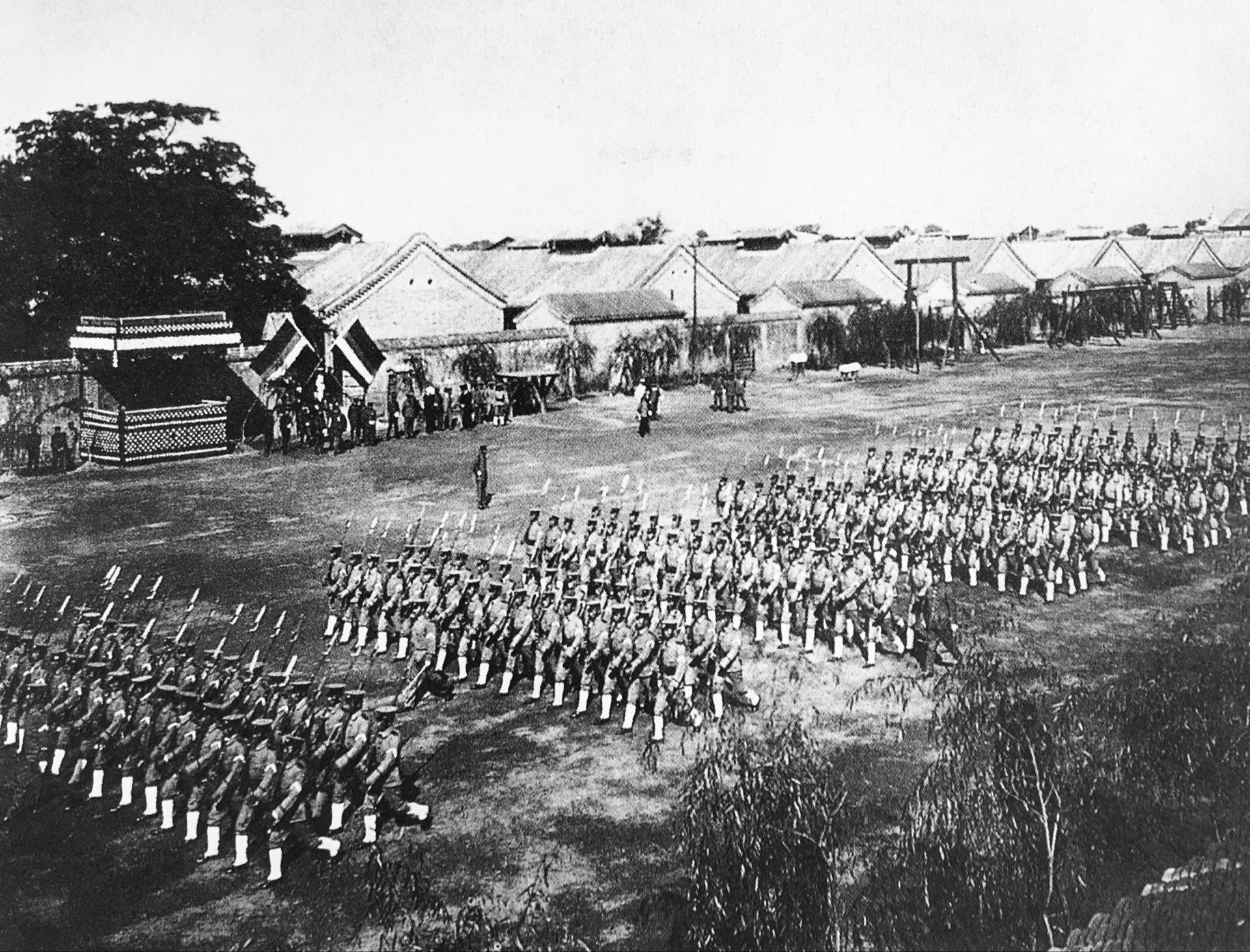
Az Északi Hadsereg gyakorlaton

Kína már a 19. század második fele óta túlnyomó külföldi befolyás alatt, félgyarmati helyzetben volt. 1918 augusztusában az antant oldalán lépett be az első világháborúba, de ezt a párizsi békerendszer kidolgozásakor egyáltalán nem vették figyelembe. A világháború következménye Kínára csak az volt, hogy a Német Császárság és az Orosz Birodalom kiesésével szűkült azon országok köre, amelyek részt vettek az ország kizsákmányolásában. Japán sikerrel lépett a német és orosz gyarmatosítók örökébe, és sok kulcspozíciót szerzett egész Kína gazdasági életében. 1918-ban a kínai külkereskedelem fele Japánnal bonyolódott. Legnagyobb riválisa az Amerikai Egyesült Államok lett, amely a nyitott kapuk politikáját követve ellenezte Kína befolyási övezetekre osztását, elsősorban annak érdekében, hogy saját gazdasági érdekeit ezektől az övezetektől függetlenül, minél szélesebb körben érvényesíthesse. A hadurak a a befolyást gyakorló külföldi államok között lavírozva „önálló külpolitikát” folytattak.
A tartományi hadseregek eredete a tajping-felkelés leverésére vezethető vissza. Ekkoriban a Csing-dinasztia katonai reformokat vezetett be, és engedélyezte a tartományi kormányzók számára saját hadsereg felállítását a felkelők elleni harcra. Ezeknek a seregeknek a nagy részét aztán a felkelés leverése után, az 1860-as években sem oszlatták fel, hanem megmaradtak a helyi vezetők irányítása alatt. Ez nagy eltérést jelentett a kínai császárság korábbi gyakorlatától, amely éppen a a szeparatizmus, a tartományok önállósodási törekvései ellenében szigorúan tartotta magát a központosításhoz, különösen az erőszakszervezetek területén. A Csing-dinasztia utolsó komoly központi hadereje az Északi Hadsereg (Pejjang (Beiyang)) volt.
Az 1911-es kínai forradalom véget vetett a Csing-dinasztia uralmának és a kínai császárság intézményének egyaránt, köztársaságot hozott létre, azonban nem tudott megszabadulni az ország feletti túlnyomó külföldi uralomtól, a félgyarmati helyzettől. Az ország „erős embere”, Jüan Si-kaj végső soron sikertelenül próbálkozott az általa vezetett „új hadsereg” élén az egység megteremtésével, sőt saját vezetésével a császárság helyreállításával. 1916-os halála után az ország az egyes tartományokban nagy katonai erővel rendelkező hadurak, katonai vezetők hatalmába került.
Az ország formálisan is szétesett, amikor 1917 októberében a korábban feloszlatott parlament képviselői összegyűltek Kantonban és az emigrációból 1916-ban visszatért Szun Jat-szent megválasztották Dél-Kína generalisszimuszává. Szun katonai kormányt szervezett és harcot hirdetett az északi hadurak ellen. Saját erő híján azonban kénytelen volt a déli militaristákra támaszkodni, akik azonban gyakorlatilag nem különböztek északi megfelelőiktől. Szun ezt felismerve már 1918 nyarán elhagyta Kantont.

## Jellegzetességei, története

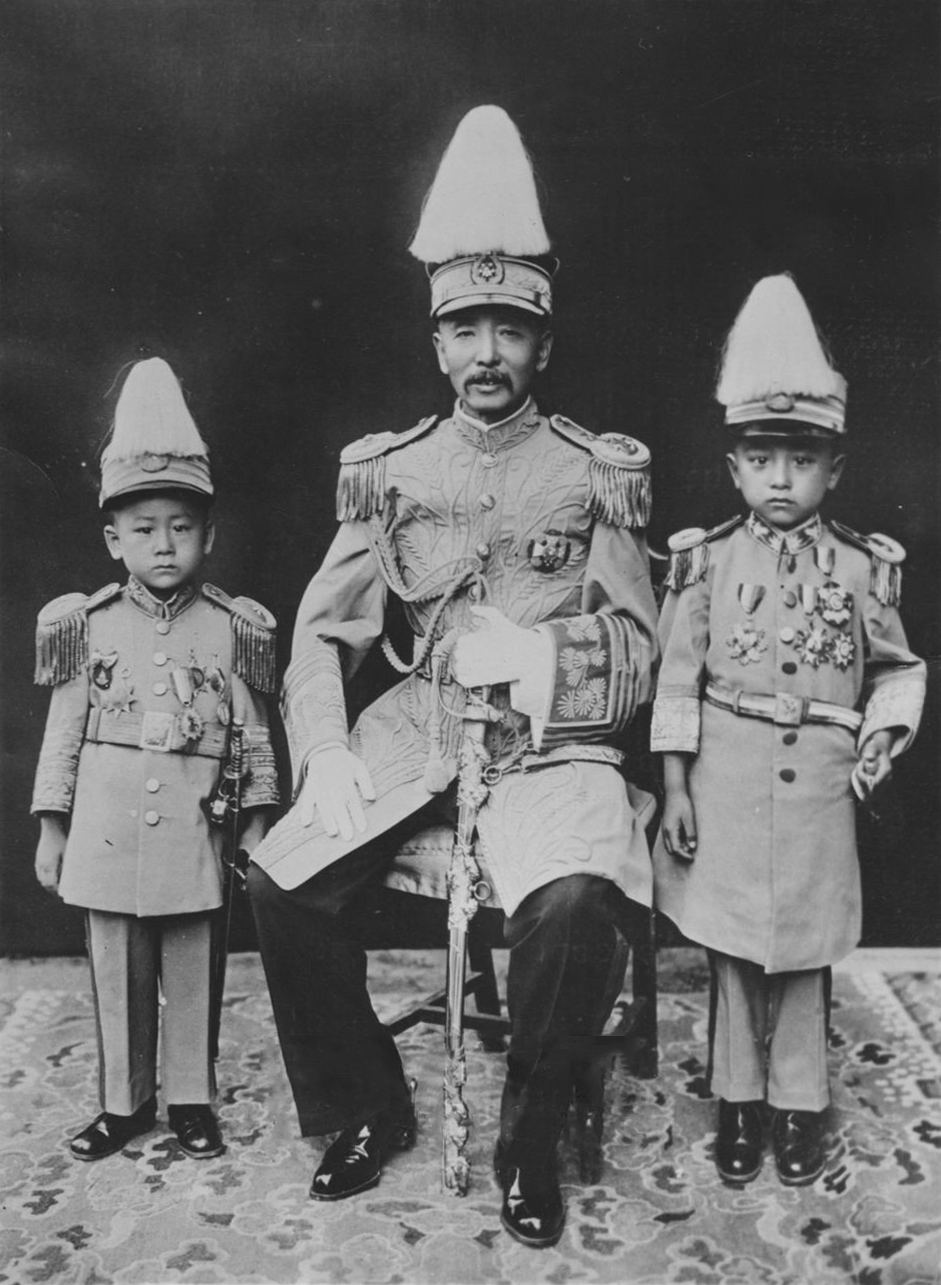
Csang Co-lin (Zhang Zuolin) hadúr két fiával

A hadurak, a militarista vezetők minél nagyobb területek ellenőrzésére törekedtek, ugyanis az adóbevételek révén ez jelentette számukra a gazdasági alapokat, illetve a sorozás révén a katonaság utánpótlását. A hadseregek létszáma fokozatosan növekedett, becslések szerint 1916-ban meghaladta az 500 000 főt, 1918-ban az egymilliót, 1924-ben a másfél milliót és 1928-ban már a 2 milliót. 

### Egyes hadurak
A hadurak sokféle irányból érkeztek. Egy részük hagyományos, művelt kínai családokból származott és konzervatív, konfuciánus értékeket vallott, mások szegény sorból emelkedtek fel, esetenként bizonyos haladó törekvéseket támogattak. Számosan közülük csak a legpőrébb hatalmi és vagyonszerzési ambícióikat követték, mások politikai célokat – leginkább az ország újraegyesítését – hangoztattak. A hatalmukba került területeken adót szedtek, akkor is, ha a terület előző ura már beszedte azokat; vámokat vetettek ki, ópiummal kereskedtek, pénzt verettek. Hosszabb távú gazdasági céljaik nem voltak, az országban éhínség dúlt, virágzott a banditizmus, a korrupció. Az egyetlen kivétel a Kuomintang volt az 1920-as években, amely az általa uralt területeken igyekezett észszerű gazdálkodást bevezetni.
A legtöbb hadúr nem rendelkezett saját, kidolgozott ideológiával, de néhányan közülük egyéni eszmerendszert követtek. Jan Hszi-san (Yan Xishan) tábornok például, közkeletű „beceneve” szerint, a „modell kormányzó”, Sanhszi (Shannon) területén egyfajta szinkretikus hitvallást tett magáévá, amit a demokrácia, a militarizmus, az individualizmus, a kapitalizmus, a szocializmus, kommunizmus, imperializmus, univerzalizmus, anarchizmus, és a konfucianizmus elemeiből állított össze. Sanhszi (Sanhszi) területén fenntartotta a vasutak eltérő nyomtávolságát, hogy nehezebben lehessen megtámadni tartományát, bár ez egyben nehezítette a fő helyi termékek, a vas és a szén exportját. Feng Jü-hsziang (Feng Yuxiang), a „keresztény tábornok” a metodista vallás követője volt, és emellett enyhén baloldali nacionalista politikát követett, így egy ideig a Szovjetunió támogatását élvezte. Betiltotta az alkoholfogyasztást, puritán életet élt, katonáinak egyszerű egyenruháját hordta.
Vu Pej-fu (Wu Peifu), a „filozófus tábornok” mandarin volt, aki letette a császári vizsgát, magát a konfuciánus értékek őrzőjének tartotta. Japán katonai kiképzésben is részesült kínai területen. A fényképein szeretett a tudós ecsetjével a kezében megjelenni, gyakorolta a kalligráfiát (de szakértők szerint írásművészetének színvonala jelentősen romlott titkárának halála után). A hivatalában készült fotóinak hátterében általában nagy példaképének, George Washingtonnak a képe látható a falon. Egyfajta demokratikus militarizmust kívánt meghonosítani Kínában. Híres volt arról, hogy sokat iszik, de jól bírja az alkoholt. Egyszer Fengnek egy üveg brandyt küldött ajándékba,. amit a „keresztény tábornok” egy üveg vízzel viszonzott. Erősen nacionalista volt, nem volt hajlandó betenni a lábát a koncessziós területekre. Állítólag ez okozta a halálát is, mert elutasította, hogy kezelésre menjen a sanghaji francia koncesszió kórházába.
Tipikusabb hadúr volt Csang Co-lin (Zhang Zuolin) marsall, aki a képes kínai kifejezés szerint a „zöld erdő egyetemét” végezte, azaz egyszerű, írástudatlan banditaként indult, de erőteljes személyisége révén katonai vezetővé emelkedett. A japánok bérelték fel az oroszok elleni támadásra az 1904-1905-ös orosz–japán háború idején Mandzsúriában. 1916-ban lett ennek e hatalmas és fontos országrésznek a hadura, főleg hatékony lovassága révén. Nyíltan a japánok érdekében kormányozta a területet, amely a kínai lakosságnak mindössze 3%-át képviselte, de nehéziparának 90%-ával rendelkezett. Japán patrónusai ragaszkodtak a stabil gazdasági környezethez beruházásaik védelmében, ezért ő lett azon hadurak egyike aki racionális gazdaságpolitikát folytatott.
Az egyik leghírhedtebb hadúr Csang Cong-csang (Zhang Zongchang) volt, akit játékszenvedélye miatt az egyik kínai szerencsejátékról neveztek el katonái. Kortársai szerint fizikuma egy elefánténak, agya egy disznóénak, temperamentuma egy tigrisének felelt meg. Lin Jü-tang (Lin Yutang) író a legszínesebb egyéniségű, leglegendásabb, legközépkoribb és legszégyentelenebb hadúrnak nevezte. Pu Ji kínai császár (Puyi egykori kínai császár) szerint Csang (Zhang) mindenki által gyűlölt szörnyeteg volt, arca püffedt volt az ópiumtól. Brutalitására jellemző, hogy kedvelte saját kardjával szétvágni a hadifoglyok fejét. Rendszeresen büszkélkedett hímtagja hatalmas méretével. Háreme több kínai, koreai, japán, orosz, francia és egy magát amerikainak valló nőből állt, akiket számokkal jelölt, de ezeket is elfelejtette.

### Koalíciók
A hadurak érthető katonai okokból már a kezdetektől változó koalíciókba, klikkekbe kényszerültek. Az egyik csoportosulást, az Anhuj (Anhui) tartományról, prominens alakjai szülőhelyéről elnevezett Anhuj csoportot, Tuan Csi-zsuj (Duan Qirui) vezette, aki 1916 és 1920 között Kína legerősebb emberének számított. A másik klikk élén Feng Kuo-csang (Feng Guozhang), majd a halála után Vu Pej-fu (Wu Peifu) állott. Ennek a csoportnak a neve eredeti hatalmi bázisa nyomán Cseli (Zhili) csoport volt, egy korabeli tartományról, amely aztán 1928-ban a Hopej (Hopej) nevet kapta.
Mandzsúria három tartományát a Fengtien (Fengtian) klikk uralta. Nevét az egyik ottani tartományról kapta, ami ma a Liaoning nevet viseli. Ennek vezetője Csang Co-lin (Zhang Zuolin) marsall volt.
A három fő csoportosuláson kívül a 20-as években egy sor más kisebb, egy-egy tartományra, vagy még kisebb területre kiterjedő hatalmú militarista vezető tevékenykedett Kínában. Ilyen volt Jen Hszi-san (Yan Xishan) Sanhszi (Shanxi) tartományban, aki kitűnt katonái alapos kiképzésével, vagy Kantonban Csen Csiung-ming (Chen Jiongming).

### A hadseregek

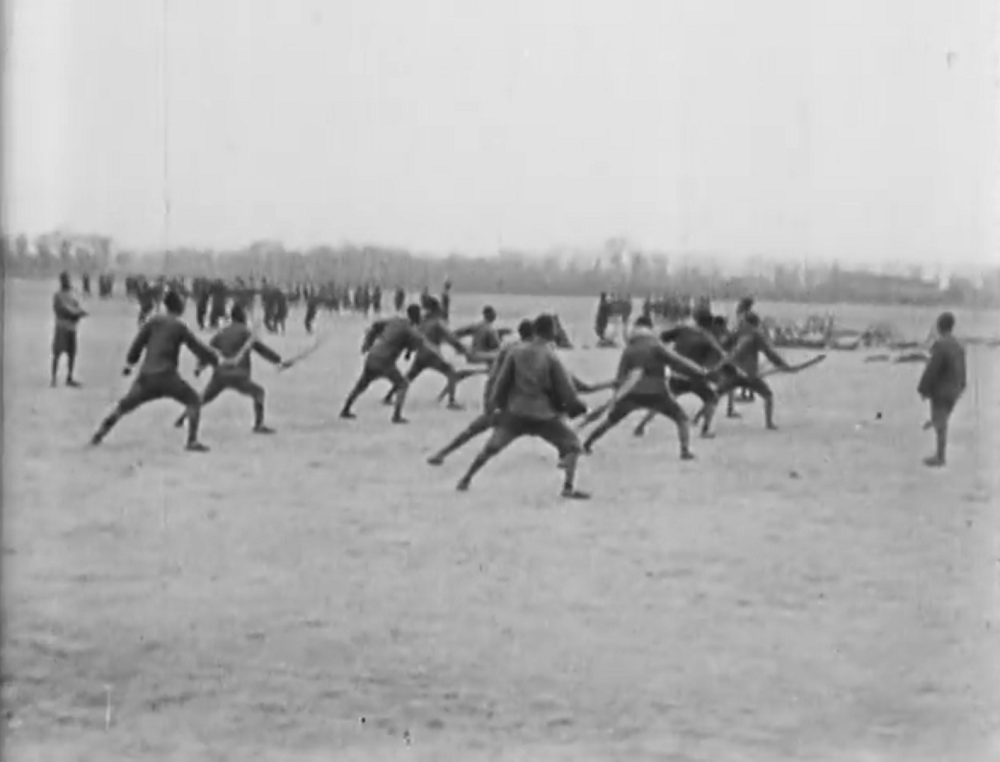
Hadurak katonái kiképzésen, kardokkal

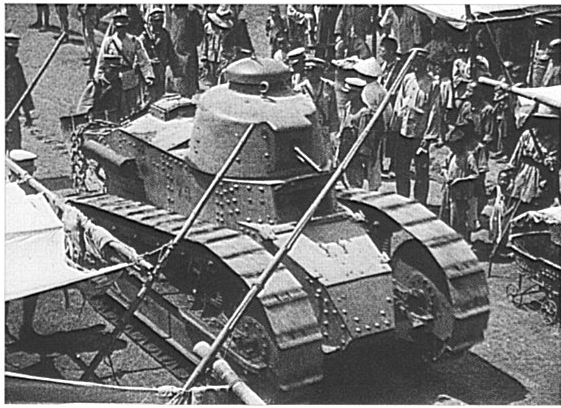
A Fengtien (Fentian) klikk Renault FT harckocsija

A katonákat részben erőszakkal, részben (minimális) zsoldért toborozták a szegénység tömegeiből. A gazdaságilag gyengébb északi területeken a hadseregek létszáma nagyobb volt. A katonák harci szelleme rendkívül alacsony volt, mindennapos volt a dezertálás, az átállás a nagyobb zsoldért. Fegyvereztük, kiképzésük a legtöbb esetben igen gyenge volt, de egyes hadurak nagyobb gondot fordítottak a kiképzésre és ezen a téren jó eredményeket értek el. A hadurak katonái az esetek jelentős részében banditák voltak, akik két hadjárat között a saját szakállukra fosztogattak. A korabeli politikus szerint amikor a hadurak hadba vonultak, a banditákból katonák lettek, amikor a háború befejeződött, a katonákból lettek banditák. A hadseregek rendszeresen erőszakoskodtak a falvakban, nőket hurcoltak szexuális rabszolgaságba. Intézményesítették a szabadrablást, mert a haduraknak nem volt elég pénzük csapataik megfizetésére. Gyakori volt az emberrablás és váltságdíj követelése is.
Banditák mellett a hadurak (kényszer)sorozással töltötték fel a seregeiket. A katonákat gyakran besorozták az egyik hadseregbe, majd amikor fogságba estek, az ellenfél sorozta be őket a saját hadseregébe. 90%-uk írástudatlan volt. 1926-ban Joseph Stilwell amerikai katonai attasé megfigyelte, hogy az egyik hadúr katonáinak 20%-a alacsonyabb volt 150 centiméternél, fiatalabb 14 évesnél és nem volt lábbelije. Értékelése szerint az ilyen „madárijesztő hadsereg” alkalmatlan volt komoly hadműveletekre. Egy brit katonai megfigyelő szerint viszont az észak-kínai csapatok megfelelő katonai vezetéssel a legjobb fizikumú keleti katonai „nyersanyagot” jelenthették. Az ilyen egységek azonban inkább kivételt jelentettek.

## Fordítás
- Ez a szócikk részben vagy egészben  a   Warlord Era című angol Wikipédia-szócikk ezen változatának fordításán alapul.  Az eredeti cikk szerkesztőit annak laptörténete sorolja fel. Ez a jelzés csupán a megfogalmazás eredetét és a szerzői jogokat jelzi, nem szolgál a cikkben szereplő információk forrásmegjelöléseként.